# MISD

フリンの分類におけるMISD

複数命令・単一データ（英: multiple instruction, single data、MISD）は、並列コンピューティングアーキテクチャの一種であり、多数の機能ユニットが同じデータに対して異なる操作を同時に行う。パイプライン処理はその一例とされるが、パイプラインの各ステージでデータに操作が加えられているので、厳密にはMISDではないとも言われる。フォールトトレラントコンピュータは、障害を検出して対処するため、複数の機能ユニットが同じ操作を同時に行うが（レプリケーションの一種）、これをMISDの一種とする場合もある。MISDアーキテクチャの実例は滅多になく、MIMDやSIMDの方が一般的な並列処理には適している。特に、MIMDやSIMDはMISDに比べてスケーラビリティが良く、計算リソースを効率的に利用できる。
シストリックアレイをMISD構造の例に挙げる者もいる。